# زناب
زناب یک روستا در ایران است که در دهستان سنجبد جنوبی، بخش فیروز، شهرستان کوثر استان اردبیل ایران واقع شده‌است. زناب ۱۰۸ نفر (۱۸ خانوار) جمعیت دارد.